# Općina Poljčane
Općina Poljčane (slo.:Občina Poljčane) je općina u istočnoj Sloveniji u pokrajini Štajerskoj i statističkoj regiji Podravskoj. Središte općine je naselje Poljčane s 1.153 stanovnika. Općina je nastala 1. ožujka 2006. godine izdvajanjem iz općine Slovenska Bistrica.

## Naselja u općini
Brezje pri Poljčanah, Čadramska vas, Globoko ob Dravinji, Hrastovec pod Bočem, Krasna, Križeča vas, Ljubično, Lovnik, Lušečka vas, Modraže, Novake, Podboč, Poljčane, Spodnja Brežnica, Spodnje Poljčane, Stanovsko, Studenice, Zgornje Poljčane

## Vanjske poveznice
- Službena stranica općina